# Перо-Казевеккье
Перо-Казевеккье (фр. Pero-Casevecchie, корс. Peru è Casevechje) — коммуна во Франции, находится в регионе Корсика. Департамент коммуны — Верхняя Корсика. Входит в состав кантона Казинка-Фумальто. Округ коммуны — Бастия.
Код INSEE коммуны — 2B210.

## Население
Население коммуны на 2008 год составляло 118 человек.
| 1962 | 1968 | 1975 | 1982 | 1990 | 1999 | 2008 |
| ---- | ---- | ---- | ---- | ---- | ---- | ---- |
| 210  | 244  | 158  | 112  | 106  | 111  | 118  |

## Экономика
В 2007 году среди 65 человек в трудоспособном возрасте (15—64 лет) 41 были экономически активными, 24 — неактивными (показатель активности — 63,1 %, в 1999 году было 57,4 %). Из 41 активных работали 37 человек (24 мужчины и 13 женщин), безработных было 4 (1 мужчина и 3 женщины). Среди 24 неактивных 2 человека были учениками или студентами, 9 — пенсионерами, 13 были неактивными по другим причинам.